# Ball de bastons de Castellar del Vallès
El Ball de bastons de Castellar del Vallès és una entitat dedicada a la preservació d'aquesta dansa tradicional i popular de Catalunya. En actiu durant tot l'any, porten a terme l'ensenyament d'aquesta dansa, amb ballades al poble i a diferents contrades tant de Catalunya com d'arreu, esdevenint un referent d'aquesta activitat al Vallès Occidental.
El Ball de Bastons a Castellar del Vallès s'inicia amb l'arribada al poble d'uns joves provinents del poble de Granera l'any 1924 formant-se la primera colla. Al llarg de tots aquests anys hi ha hagut diverses Colles, la del 1924, la dels 30, als 40, als 50 i la del 1962, generalment amb diferents components cada una. A partir d'aquell moment la colla pateix una aturada, i no és fins a l'any 1976 que s'inicia una etapa d'activitat continuada fins a l'actualitat amb tres Colles: Petits, Joves i Grans que solen encetar cada temporada amb la sortida del dia de Rams. S'ha de destacar que fins a la Colla del 62 els seus membres han sigut sempre 8 nois, sent a partir del 76 que s'incorporen les noies i es passa a 16 balladors.